# Lower Grand Lagoon
Lower Grand Lagoon ist ein census-designated place (CDP)  im Bay County im US-Bundesstaat Florida. Das U.S. Census Bureau hat bei der Volkszählung 2020 eine Einwohnerzahl von 4.398 ermittelt.

## Geographie
Lower Grand Lagoon liegt direkt am Golf von Mexiko und grenzt an die Stadt Panama City Beach. Der CDP liegt rund 10 km südwestlich von Panama City sowie etwa 170 km südwestlich von Tallahassee.

## Demographische Daten
Laut der Volkszählung 2010 verteilten sich die damaligen 3881 Einwohner auf 6325 Haushalte, davon sind die meisten als Zweitwohnsitz genutzte Ferienwohnungen. Die Bevölkerungsdichte lag bei 705,6 Einw./km². 92,0 % der Bevölkerung bezeichneten sich als Weiße, 1,5 % als Afroamerikaner, 1,0 % als Indianer und 0,9 % als Asian Americans. 1,2 % gaben die Angehörigkeit zu einer anderen Ethnie und 3,5 % zu mehreren Ethnien an. 6,2 % der Bevölkerung bestand aus Hispanics oder Latinos.
Im Jahr 2010 lebten in 18,2 % aller Haushalte Kinder unter 18 Jahren sowie 24,7 % aller Haushalte Personen mit mindestens 65 Jahren. 49,0 % der Haushalte waren Familienhaushalte (bestehend aus verheirateten Paaren mit oder ohne Nachkommen bzw. einem Elternteil mit Nachkomme). Die durchschnittliche Größe eines Haushalts lag bei 2,01 Personen und die durchschnittliche Familiengröße bei 2,60 Personen.
16,1 % der Bevölkerung waren jünger als 20 Jahre, 30,1 % waren 20 bis 39 Jahre alt, 31,3 % waren 40 bis 59 Jahre alt und 22,5 % waren mindestens 60 Jahre alt. Das mittlere Alter betrug 42 Jahre. 51,5 % der Bevölkerung waren männlich und 48,5 % weiblich.
Das durchschnittliche Jahreseinkommen lag bei 42.813 $, dabei lebten 11,5 % der Bevölkerung unter der Armutsgrenze.
Im Jahr 2000 war Englisch die Muttersprache von 95,80 % der Bevölkerung, spanisch sprachen 3,52 % und 0,68 % sprachen deutsch.